# Nastri d'argento 2022
La 77ª edizione dei Nastri d'argento si è svolta il 20 giugno 2022 presso il MAXXI - Museo nazionale delle arti del XXI secolo di Roma. Le candidature sono state annunciate venerdì il 3 giugno 2022.

## Vincitori e candidati
I vincitori sono indicati in grassetto, a seguire gli altri candidati.

### Miglior film
- È stata la mano di Dio, regia di Paolo Sorrentino
- Ariaferma, regia di Leonardo Di Costanzo
- Freaks Out, regia di Gabriele Mainetti
- Nostalgia, regia di Mario Martone
- Qui rido io, regia di Mario Martone

### Miglior regista
- Mario Martone – Nostalgia e Qui rido io
- Leonardo Di Costanzo – Ariaferma
- Michelangelo Frammartino – Il Buco
- Gabriele Mainetti – Freaks Out
- Sergio Rubini – I Fratelli De Filippo
- Paolo Sorrentino – È stata la mano di Dio
- Paolo Taviani – Leonora Addio

### Miglior regista esordiente
- Giulia Louise Steigerwalt – Settembre
- Alessandro Celli – Mondocane
- Francesco Costabile – Una femmina
- Hleb Papou – Il legionario
- Laura Samani – Piccolo corpo

### Miglior film commedia
- Come un gatto in tangenziale – Ritorno a Coccia di Morto, regia di Riccardo Milani     (ex aequo)
- Corro da te, regia di Riccardo Milani                                                                                    (ex aequo)
- Belli ciao, regia di Gennaro Nunziante
- Giulia, regia di Ciro De Caro
- La cena perfetta, regia di Davide Minella
- Settembre, regia di Giulia Louise Steigerwalt

### Miglior soggetto
- America Latina – Damiano e Fabio D'Innocenzo
- Il filo invisibile – Marco Simon Puccioni
- Il materiale emotivo – Ettore Scola, Ivo Milazzo, Furio Scarpelli
- La tana – Beatrice Baldacci
- Re Granchio – Alessio Rigo de Righi, Matteo Zoppis, Tommaso Bertani, Carlo Lavagna

### Migliore sceneggiatura
- Nostalgia e Qui rido io – Mario Martone, Ippolita di Majo
- Ariaferma – Leonardo Di Costanzo, Bruno Oliviero, Valia Santella
- È stata la mano di Dio – Paolo Sorrentino
- Il silenzio grande – Andrea Ozza, Maurizio De Giovanni, Alessandro Gassmann
- L'arminuta – Monica Zapelli, Donatella Di Pietrantonio

### Migliore attore protagonista
- Pierfrancesco Favino – Nostalgia                             (ex aequo)
- Silvio Orlando – Ariaferma e Il bambino nascosto    (ex aequo)
- Andrea Carpenzano – Calcinculo e Lovely Boy
- Massimiliano Gallo – Il silenzio grande
- Elio Germano – America Latina
- Toni Servillo – Ariaferma e Qui rido io

### Migliore attrice protagonista
- Teresa Saponangelo – È stata la mano di Dio
- Claudia Gerini – Mancino naturale
- Aurora Giovinazzo – Freaks Out
- Miriam Leone – Diabolik
- Benedetta Porcaroli – La scuola cattolica e L'ombra del giorno
- Kasia Smutniak – 3/19

### Migliore attore non protagonista
- Francesco Di Leva e Tommaso Ragno – Nostalgia
- Pietro Castellitto – Freaks Out
- Fabrizio Ferracane – Ariaferma, L'arminuta, Una femmina
- Lino Musella – Il bambino nascosto, Qui rido io, L'ombra del giorno
- Mario Autore e Domenico Pinelli – I fratelli De Filippo

### Migliore attrice non protagonista
- Luisa Ranieri – È stata la mano di Dio
- Marina Confalone – Il silenzio grande
- Vanessa Scalera – L'arminuta
- Aurora Quattrocchi – Nostalgia
- Anna Ferraioli Ravel – I fratelli De Filippo

### Migliore attore in un film commedia
- Francesco Scianna e Filippo Timi – Il filo invisibile
- Fabrizio Bentivoglio – Settembre
- Salvatore Esposito – La cena perfetta
- Pierfrancesco Favino – Corro da te
- Gianfelice Imparato – Querido Fidel

### Migliore attrice in un film commedia
- Miriam Leone – Corro da te
- Sonia Bergamasco – Come un gatto in tangenziale - Ritorno a Coccia di Morto
- Rosa palasciano – Giulia
- Greta Scarano – La cena perfetta
- Barbara Ronchi – Settembre

### Migliore fotografia
- Daria D'Antonio – È stata la mano di Dio        (ex aequo)
- Luca Bigazzi – Ariaferma                                 (ex aequo)
- Francesca Amitrano - Diabolik
- Paolo Carnera - Leonora addio e Nostalgia
- Michele D'Attanasio - Freaks Out

### Migliore scenografia
- Massimiliano Sturiale – Freaks Out e Il materiale emotivo
- Isabella Angelini - L'ombra del giorno
- Carmine Guarino - È stata la mano di Dio
- Noemi Marchica - Diabolik
- Giancarlo Muselli, Carlo Rescigno - Qui rido io

### Migliori costumi
- Mary Montallo – Freaks Out
- Ginevra De Carolis - Diabolik
- Maurizio Millenotti - I fratelli De Filippo
- Ursula Patzak - Qui rido io
- Mariano Tufano - È stata la mano di Dio

### Migliore montaggio
- Francesco Di Stefano – Freaks Out
- Carlotta Cristiani - Ariaferma
- Federico Maria Maneschi - Diabolik
- Jacopo Quadri - Nostalgia e Qui rido io
- Cristiano Travaglioli - È stata la mano di Dio

### Migliore sonoro in presa diretta
- Simone Olivero, Paolo Benvenuti, Matteo Gaetani – Il buco

### Migliore colonna sonora
- Nicola Piovani – Leonora addio e I fratelli De Filippo
- Michele Braga e Gabriele Mainetti - Freaks Out
- Lele Marchitelli - È stata la mano di Dio
- Pivio e Aldo De Scalzi - Diabolik e Il silenzio grande
- Pasquale Scialò - Ariaferma

### Migliore canzone originale
- La profondità degli abissi (testi e interpretazione di Manuel Agnelli) – Diabolik
- Sei tu (musica di Fabrizio Moro e Roberto Cardelli, testi e interpretazione di Fabrizio Moro) - Ghiaccio
- Sulle nuvole (musica, testi e interpretazione di Tommaso Paradiso ) - Sulle nuvole
- Nei tuoi occhi (musica di Francesca Michielin e Andrea Farri, testi e interpretazione di Francesca Michielin) - Marilyn ha gli occhi neri
- Just You (musica e testi di Giuliano Taviani e Carmelo Travia, interpretata da Marianna Travia) - L'arminuta

### Miglior casting director
- Annamaria Sambucco, Massimo Appolloni - È stata la mano di Dio
- Sara Casani - Settembre
- Alessandra Cutolo - Ariaferma
- Paolo Rota, Raffaele Di Florio - Nostalgia, Qui rido io
- Francesco Vedovati - Freaks Out

### Film dell'anno
- Marx può aspettare, regia di Marco Bellocchio

### Premi speciali

#### Nastro d'argento alla carriera
- Gina Lollobrigida

Nastro d'argento speciale
- Laura Morante
- Jonas Carpignano - A Chiara

#### Il "cameo" dell'anno
- Drusilla Foer - Sempre più bello

#### Premio Guglielmo Biraghi
- Filippo Scotti - È stata la mano di Dio
- Lina Siciliano - Una femmina

#### Premio Graziella Bonacchi
- Swamy Rotolo - A Chiara

#### Premio Fondazione Claudio Nobis
- Giulia, regia di Ciro De Caro

#### Premio Persol al personaggio dell'anno
- Francesco Scianna

#### Premio Wella per l'immagine
- Teresa Saponangelo

#### Premio Nuovo Imaie
- Vanessa Scalera - L'arminuta

#### Premio HamiltonBehind the camera- Nastri d'Argento
- Edoardo Leo - Lasciarsi un giorno a Roma, Luigi Proietti detto Gigi

## Corti d'Argento
Fiction
- Destinata coniugi Lo Giglio, di Nicola Prosatore
- God dress you, di Mattia Epifani
- Inchei, di Federico Demattè
- Notte romana, di Valerio Ferrara
- The Nightwalk, di Adriano Valerio

Animazione
- Dreamland, di Gianluigi Toccafondo
- Da ogni alba, di Simone Massi
- Flumina, di Antonello Matarazzo
- La cattiva novella, di Fulvio Risuleo
- Maestrale, di Nico Bonomolo

Premi speciali
- Preghiera della sera – Diario di una passeggiata, di Giuseppe Piccioni